# Anna Ancher
Anna Ancher (ur. 18 sierpnia 1859 w Skagen, zm. 15 kwietnia 1935) – duńska malarka naturalizmu, realizmu i impresjonizmu. Reprezentowała grupę Malarzy ze Skagen. Jej prace przedstawiały codzienne życie mieszkańców Skagen, głównie rybaków, kobiety i dzieci.

## Wczesne życie
Anna Kristine Brøndum urodziła się w Skagen, w rodzinie Ane Hedvig i Erika Brønduma, właściciela miejskiego zajazdu i sklepu. Jako jedyna z grupy Malarzy ze Skagen pochodziła ze Skagen. Grupa malarzy spotykała się w zajeździe ojca Ancher, Brøndums Hus, który był jedynym pensjonatem w mieście, dzięki czemu stał się malarskim miejscem spotkań.
Pierwsze lekcje malowania dostawała od Karla Madsena, Viggo Johansena i Michaela Anchera (jej przyszłego męża). W latach 1875–1878 uczęszczała do szkoły malarstwa dla kobiet w Kopenhadze. Jako kobieta nie mogła kształcić się w Królewskiej Duńskiej Akademii Sztuki, dlatego rozwijała się na prywatnych zajęciach. Wtedy też opracowała własny styl opierający się na grze światłem i cieniami, oraz operowaniu kolorem. Naukę rysunku praktykowała również w Paryżu u Pierra Puvisa de Chavannes. 

## Dalsze życie i twórczość

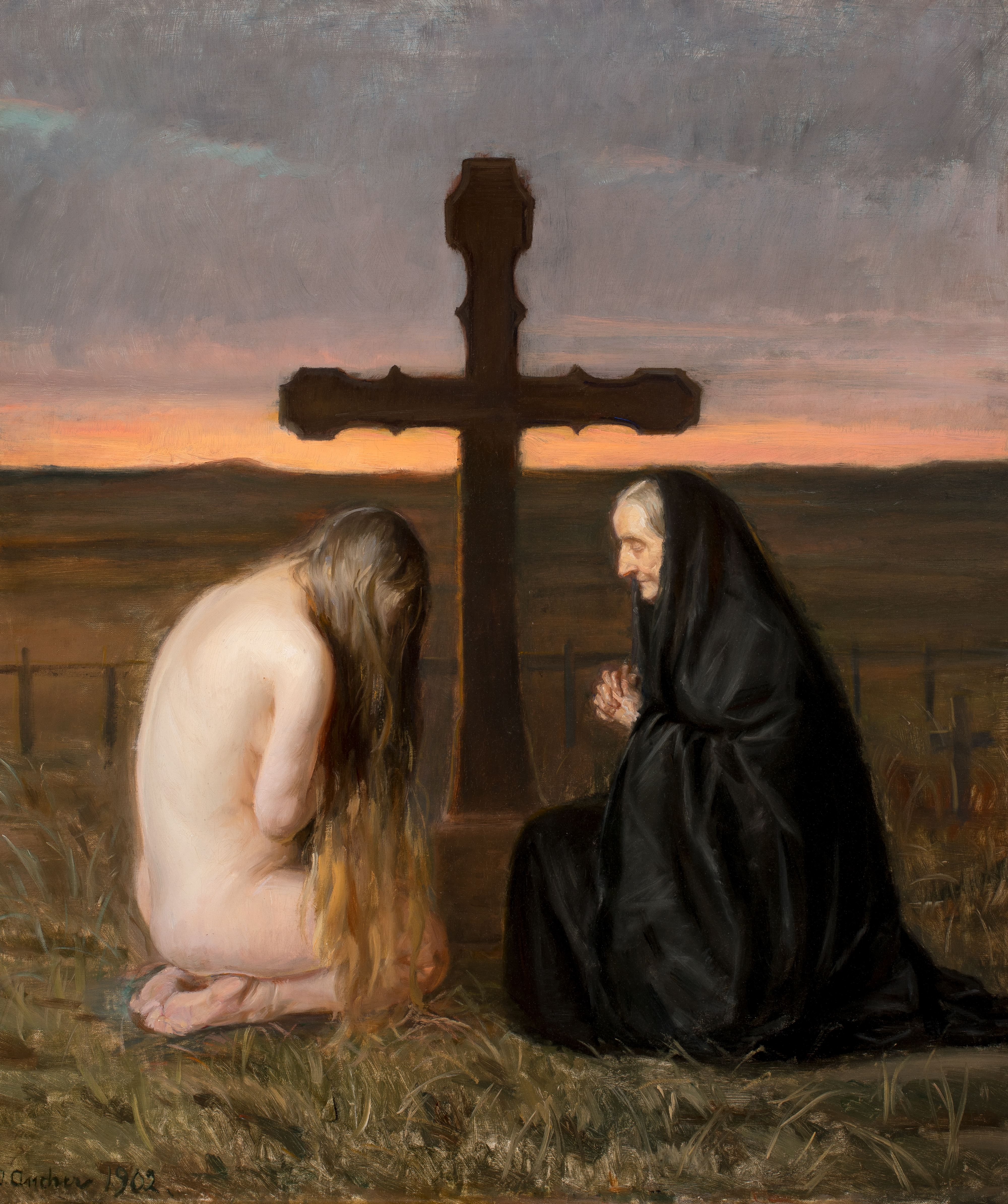
Sorg (1902)

Debiutowała podczas Wiosennej Wystawy Charlottenborg w Kopenhadze w 1880 roku. W tym samym roku poślubiła swojego przyjaciela, malarza Michaela Anchera. W 1883 r. Anna urodziła ich jedyne dziecko, córkę Helgę Ancher. Pomimo nacisków ze strony części społeczeństwa, aby zamężne kobiety poświęcały się obowiązkom domowym, Anna kontynuowała, z sukcesami, działalność malarską.
Ancher w swoich dziełach często przedstawiała wnętrza chat rybackich, motywy z codziennego życia mieszkańców Skagen, zwłaszcza rybaków, kobiet i dzieci. Regularnie uwieczniała również obrzędy religijne, co prawdopodobnie wynika z jej religijnego wychowania. W swoim malarstwie efektywnie operowała światłem i kolorem. Po powrocie z Paryża tworzyła również bardziej złożone kompozycje, jak np. Pogrzeb z 1891 r. lub Et missionsmøde (1903). 
Anna Ancher była ceniona za profesjonalizm przez środowisko malarskie. Odbywała podróże z mężem po Europie, np. do Wiednia w 1882 r. i Paryża w 1885 i 1889 r. Wystawiała swoje dzieła także w Palace Of Fine Arts w Chicago podczas World's Columbian Exposition w 1893 r. 
W 1913 r. została odznaczona medalem „Ingenio et arti”, przyznawane najwybitniejszym duńskim artystom i naukowcom. W 1924 została przyznana jej nagroda Tagea Brandt Rejselegat. 
Zmarła 15 kwietnia 1935 w Skagen, osiem lat po swoim mężu. W 1964 r. córka Ancherów przekazała ich rodzinny dom w testamencie pod utworzenie muzeum Anchers Hus.

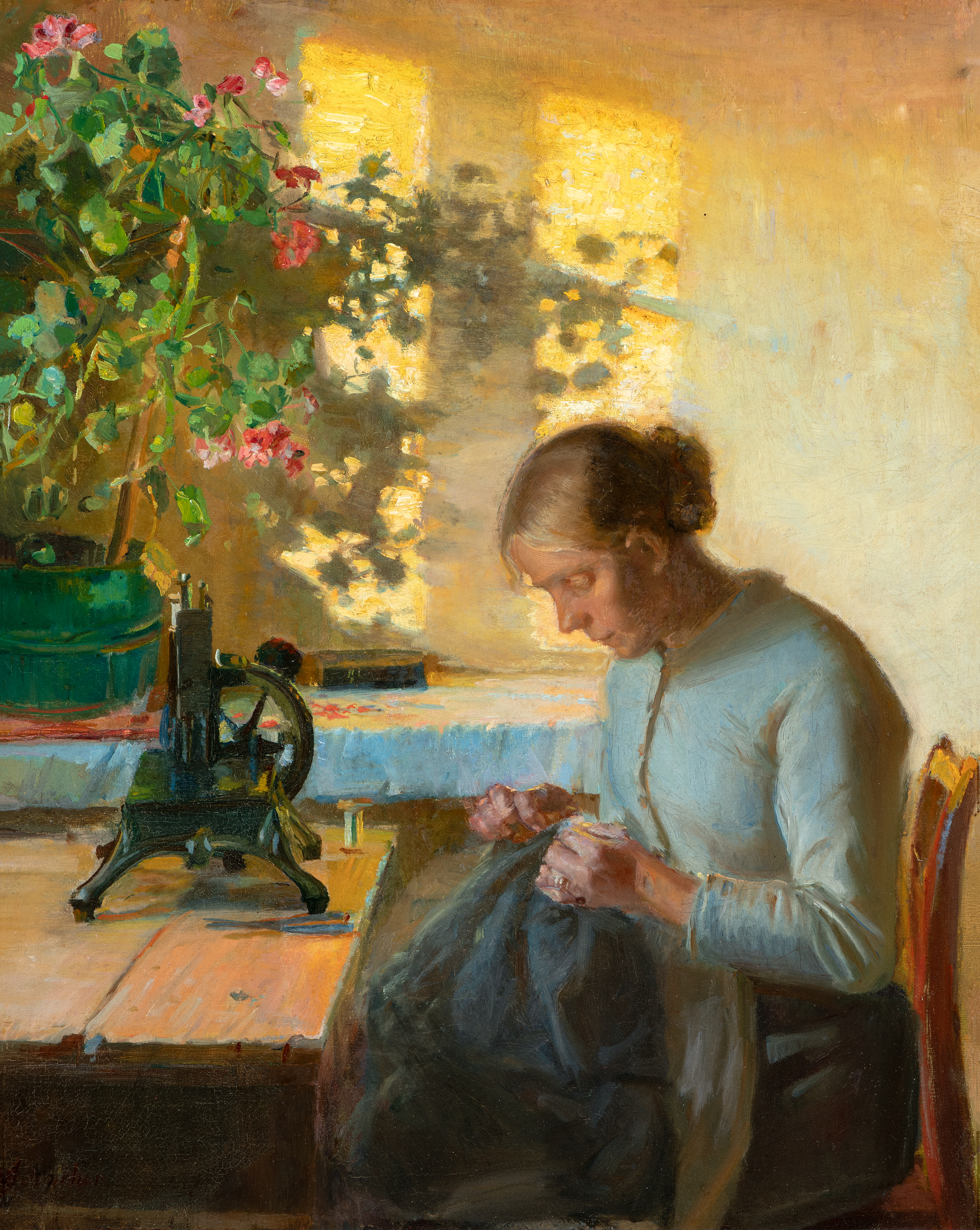
Syende-fiskerpige (1890)

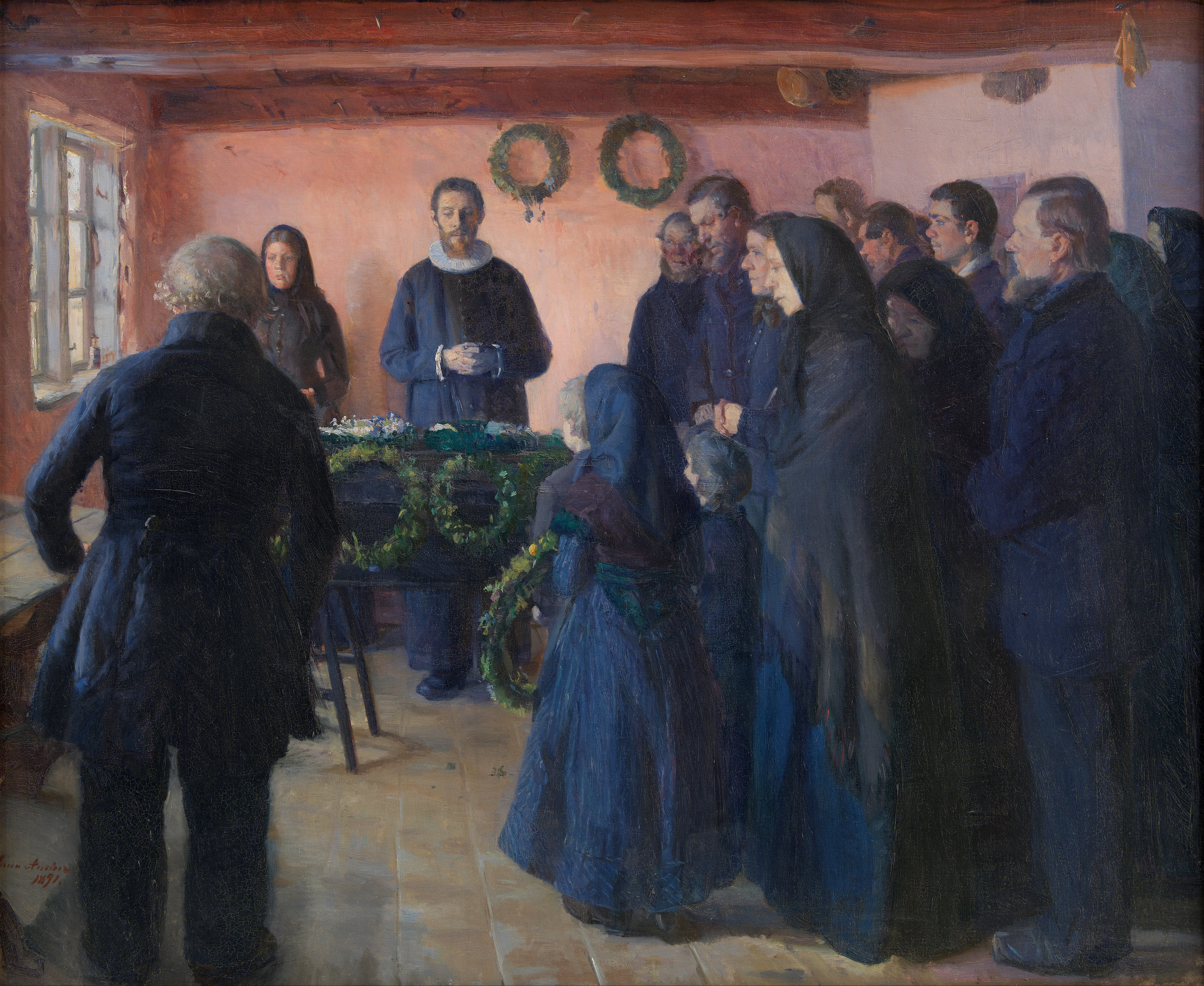
Pogrzeb, (1891)